# Гомертон (станція)
51°32′49″ пн. ш. 0°02′35″ зх. д. / 51.547° пн. ш. 0.0431° зх. д.
Гомертон (англ. Homerton) — станція Північно-Лондонської лінії London Overground. Станція розташована у 2-й тарифній зоні, між станціями Гакні-Сентрал та Гакні-вік, у районі Гомертон, боро Гекні, Лондон. Пасажирообіг на 2019 рік — 4.932 млн осіб.
Конструкція станції — наземна відкрита з двома прямими береговими платформами.

## Історія
- 1. жовтня 1868: відкриття станції
- 15. травня 1944: тимчасове закриття станції
- 23. квітня 1945: офіційне закриття
- 13. травня 1985: відкриття сьогоденної станції[3]

## Туристичні пам'ятки
- марші Гакні[en]
- Університетський шпиталь Гомертон[en]

## Послуги
| Попередня станція | Лінія | Лінія                                       | Лінія | Наступна станція |
| ----------------- | ----- | ------------------------------------------- | ----- | ---------------- |
| Гакні-Сентрал     |       | London Overground Північно-Лондонська лінія |       | Гакні-вік        |